# Kerstin Tham

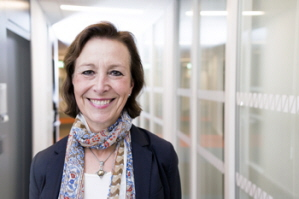
Kerstin Tham

Kerstin Ingeborg Tham, född 8 augusti 1956 i Borås, är en svensk professor i arbetsterapi sedan 2009. 
Kerstin Tham utbildade sig till arbetsterapeut med examen vid Edsviksskolan i Danderyd 1978. Åren 1979–1998 var hon arbetsterapeut inom neurologi  Karolinska universitetssjukhuset i Huddinge och i Solna. Hon disputerade i medicin 1998 med avhandlingen ”Unilateral neglect. Aspects of rehabilitation from an occupational therapy perspective”.  Hon var chef för sektionen för arbetsterapi på Karolinska Institutet 2002–2008. Hon blev docent 2004 och var prorektor, med ansvar för bland annat övergripande kvalitetsfrågor, 2013–2015. I november 2015 tillträdde hon tjänsten som rektor för Malmö högskola, som senare blivit Malmö universitet.